# Wieck (województwo pomorskie)
Wieck – wieś  w Polsce, położona w województwie pomorskim, w powiecie chojnickim, w gminie Czersk. Miejscowość leży nad południowym brzegiem jeziora Wieckiego i nad Wdą.
Wieś etnicznego pogranicza kaszubsko-borowiackiego. Prowadzi przez nią turystyczny  Szlak Kamiennych Kręgów. Wieś stanowi sołectwo gminy Czersk.
W latach 1975–1998 miejscowość administracyjnie należała do województwa bydgoskiego.

## Historia
Wieś odnotowana w XVII wieku, po drugiej wojnie szwedzkiej całkowicie opustoszała. W roku 1726 oddana w dzierżawę przez starostę kiszewskiego Franciszka Ciczewskiego. W roku 1772 pustkowie posiadał Józef Cissowski, który płacił z niej czynsz i pogłówne.  